# Stormossen (sumpmark i Finland, Nyland, lat 60,06, long 24,01)
Stormossen är en sumpmark i Finland. Den ligger i Ingå i landskapet Nyland, i den södra delen av landet, 50 km väster om huvudstaden Helsingfors.